# Duilio Cambellotti
Duilio Cambellotti (Roma, 10 maggio 1876 – Roma, 31 gennaio 1960) è stato un artista italiano, di arti grafiche e di arti visive.
Si accostò inizialmente all'Art Nouveau, accogliendone però gli aspetti prettamente originari e pionieristici espressi dalle idee di William Morris, per poi avvicinarsi al futurismo. Egli, come Morris, vide nell'arte una finalità sociale, globale, moralistica, pedagogica al fine di renderla fruibile a tutti e, come il “maestro”, divenne l'esempio lampante di artista-artigiano per eccellenza.
Per questo motivo viene, a ragione, considerato uno degli esempi più validi in Italia dell'Art Nouveau, che ha caratterizzato l'Europa tra la fine del XIX secolo e l'inizio del successivo. Cambellotti infatti fu incisore, xilografo, pittore, vetratista, scenografo, architetto, decoratore, arredatore, designer, grafico, cartellonista pubblicitario, progettista di suppellettili, oggettistica e componenti d'arredo, scultore, ceramista e illustratore.

## Biografia

### Gli anni di studio

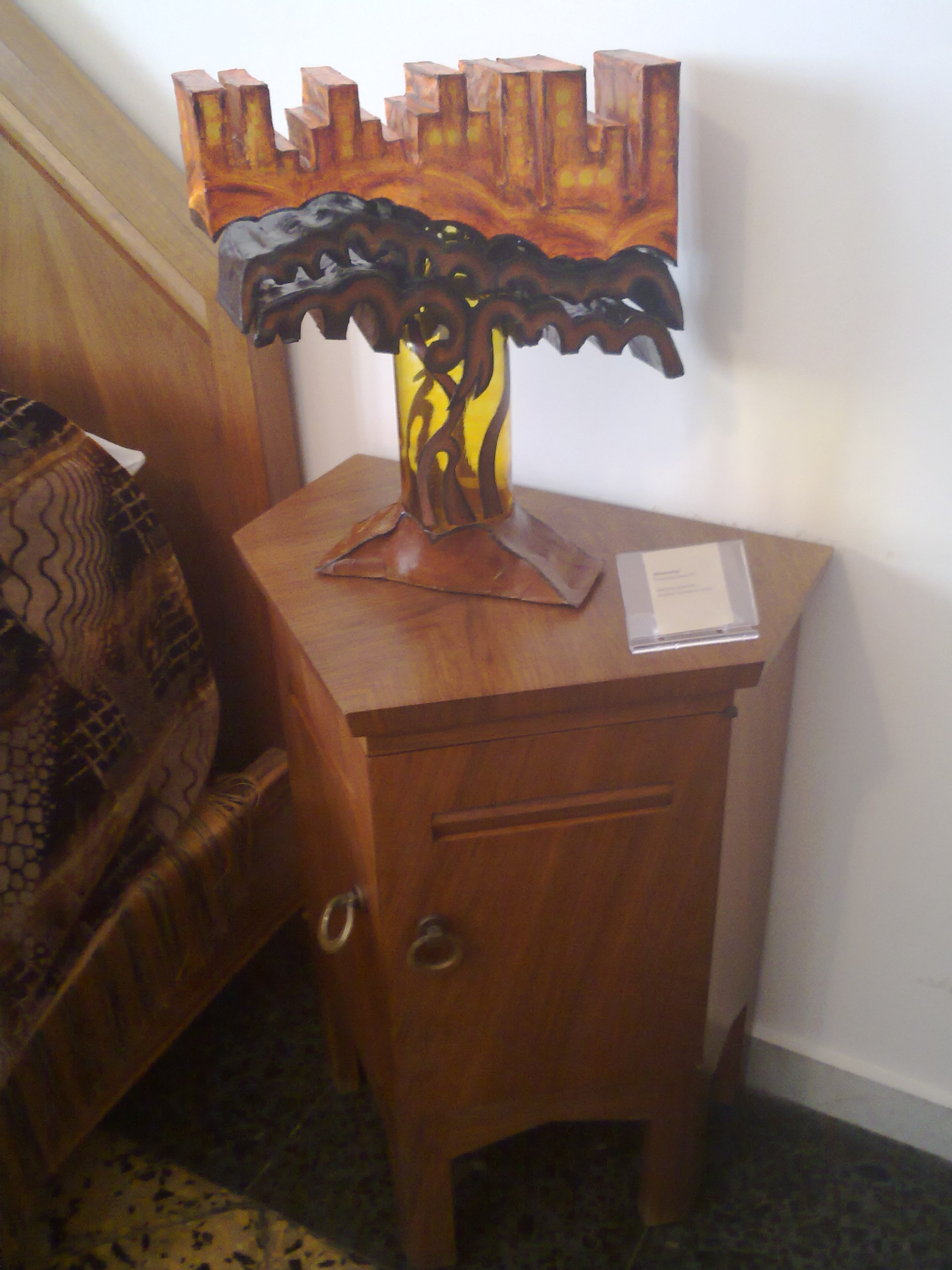
Lampada e comodino di Cambellotti, Palazzo dell'Acquedotto Pugliese a Bari.

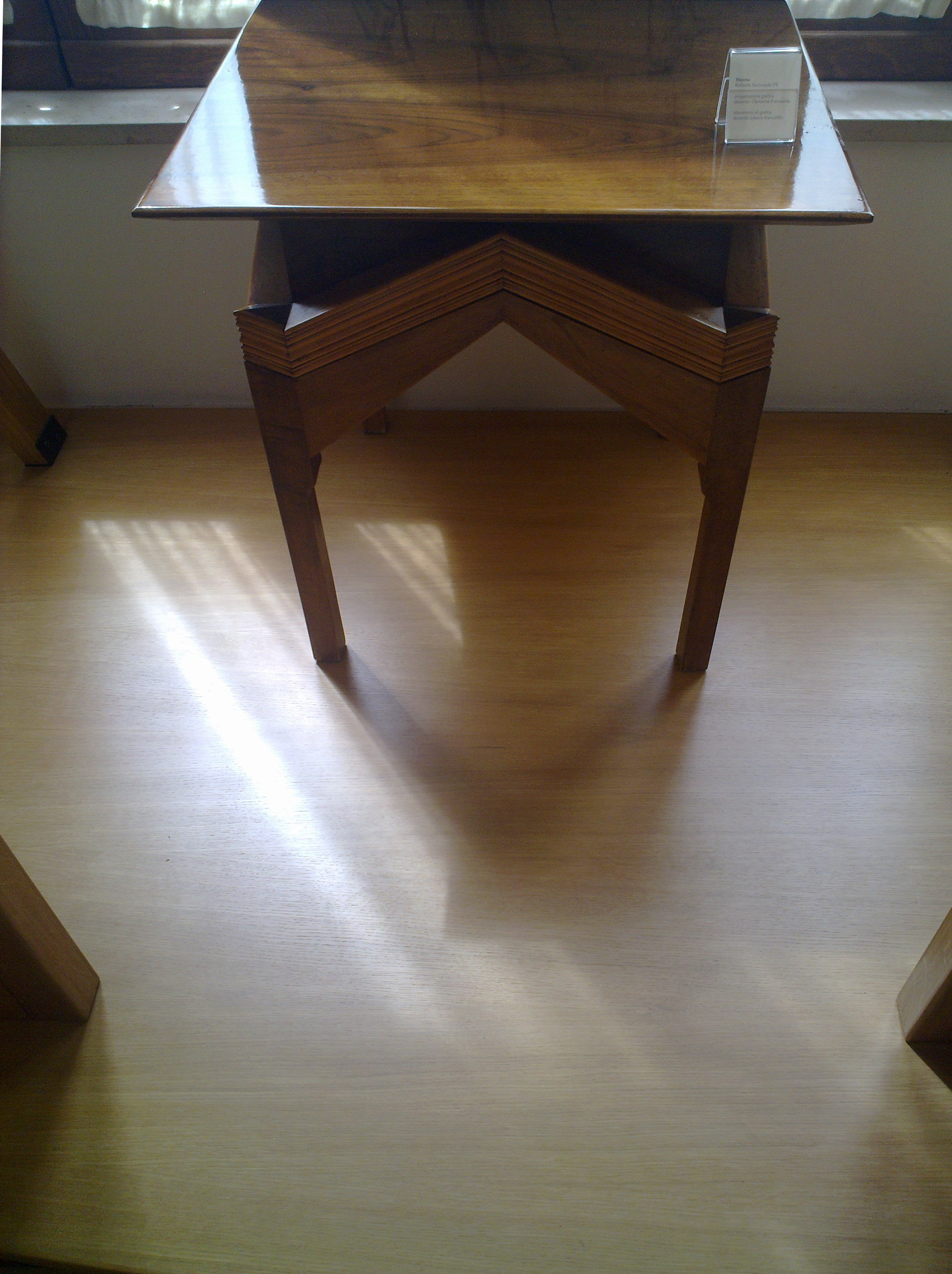
Tavolo di Cambellotti, Palazzo dell'Acquedotto Pugliese a Bari.

Nell'insorgere della sua vena artistica non fu certamente estraneo il mestiere del padre Antonio, intagliatore e decoratore. Pur essendosi diplomato in ragioneria, la sua formazione fu prevalentemente artistica: nel 1954 scrisse di sé «nel ceto degli artisti io sono sempre stato irregolare. Non ho frequentato scuole, non ho avuto maestri. Sono un autodidatta».
Cambellotti si iscrisse all'Accademia di belle arti di Roma e tra il 1893 e il 1897 seguì alcuni corsi di cesellatura e incisione, avendo come maestri Alessandro Morani e Raffaello Ojetti. Dopo la fine dei corsi, senza diplomarsi (e presso cui fu più tardi docente di ornato modellato), vinse il concorso per la realizzazione dei pali di sostegno delle tranvie romane (1896).

### Gli esordi
Lasciata l'Accademia, iniziò la sua attività artistica come designer e, in tale veste, progettò lampade (le famose "lampade di Cambellotti" in puro stile Liberty), specchi, cofanetti, cornici, spille per varie ditte francesi, tedesche, austriache e italiane. In questo periodo viaggiò molto, soprattutto in Grecia e in Turchia, dove partecipò alla decorazione del padiglione in onore dell'Imperatore di Germania in vista di una sua visita al Sultano Ottomano.
Partecipò a numerosi concorsi, tra cui quello per il manifesto dell'Esposizione Nazionale di Torino (1898), per la quale presentò vari bozzetti: famoso è rimasto il manifesto “Incandescenza”, disegnato per la ditta Lipizzi su commissione dello Stabilimento Cromolitografico A. Marzi di Roma. In questa sede venne notato ed elogiato da numerosi critici, che ne apprezzarono lo spirito poetico.
Cambellotti produsse le sue opere (lampadari, cofanetti, arredamenti, ecc.) utilizzando, nello spirito insegnato da Morris, elementi naturali portati all'estrema linearità e dimostrando, inoltre, una profonda conoscenza delle ricerche stilistiche di Victor Horta, Hector Guimard, Henri Clemens Van de Velde: creò ambienti di grande semplicità e linearità, dove l'elemento decorativo è parte integrante dell'oggetto, la cui forma egli adeguò alle proprietà e alle caratteristiche dei materiali utilizzati.

### Scenografo per il teatro
L'incontro con il funzionario del ministero della Pubblica Istruzione Alessandro Marcucci, profondo conoscitore delle teorie di Van de Velde, fu decisivo per lo sviluppo artistico di Cambellotti. Fu, infatti, tramite Marcucci, che organizzava sulla terrazza di casa spettacoli teatrali, che Cambellotti si avvicinò al teatro. Egli comprese subito le enormi prospettive che il teatro poteva aprire al suo impeto creativo e infatti, per tutta la vita, vi si dedicò a più riprese come scenografo.
Collaborò con il Teatro Stabile di Roma e con l'Inda (Istituto nazionale del dramma antico) di Siracusa. Per l'Inda realizzò, tra l'altro, l'apparato scenografico per l'Agamennone di Eschilo, la cui rappresentazione inaugurò nel 1914 l'attività dell'istituto e di cui restò scenografo fino al 1939 (con una ripresa nel 1947), realizzando tutte le scene e i costumi e molti manifesti per le rappresentazioni classiche del Comitato, poi Istituto, del Dramma Antico. Operò parimenti per il teatro di Taormina, dove realizzò i costumi e le scenografie del Giulio Cesare in scena ad aprile del 1928 (Enc. Ital., VIII, tav. XCV; Enc. dello Spett., II, tavv. CCX e a colori 28), rimanendo a Taormina molti mesi, ospite a Casa Cuseni, la villa dell'artista Robert H. Kitson che già aveva ospitato Filippo Tommaso Marinetti, Fortunato Depero e Giacomo Balla, che Duilio Cambellotti aveva conosciuto molti anni prima attraverso l'amicizia con Alessandro Marcucci.

### Il mondo contadino
Non meno importante del legame con il teatro fu, per Cambellotti, quello avvertito per il mondo contadino: temi d'origine rurale (come la famosa spiga di grano, presente nei suoi mobili o in altre opere) furono ricorrenti, sempre gli stessi, in tutto il suo percorso artistico.

Il palazzo dell'Acquedotto Pugliese, a Bari, di cui Cambellotti curò gli interni

A questo punto iniziarono le sue battaglie sociopolitiche: con lo stesso Marcucci, Giovanni Cena, Giacomo Balla, la scrittrice Sibilla Aleramo e altri intellettuali romani, si votò alla riqualificazione dell'agro Romano e delle paludi Pontine, fondando nel 1905 le prime scuole per i contadini proprio ai margini delle paludi laziali.
Lo stesso gruppo denunciò lo stato di abbandono delle campagne e organizzò, in occasione dell'Esposizione Internazionale del 1911, la Mostra delle Scuole dell'Agro Romano.
Cambellotti, che si occupò di organizzare artisticamente la mostra (l'aspetto etnografico fu invece curato dal Cena), curò la progettazione di una grande capanna, simboleggiante un mondo contadino ancora puro e incontaminato, all'interno della quale furono esposti mobili rustici intagliati dai contadini, sculture dello stesso Cambellotti e dipinti di Giacomo Balla ispirati alla campagna.

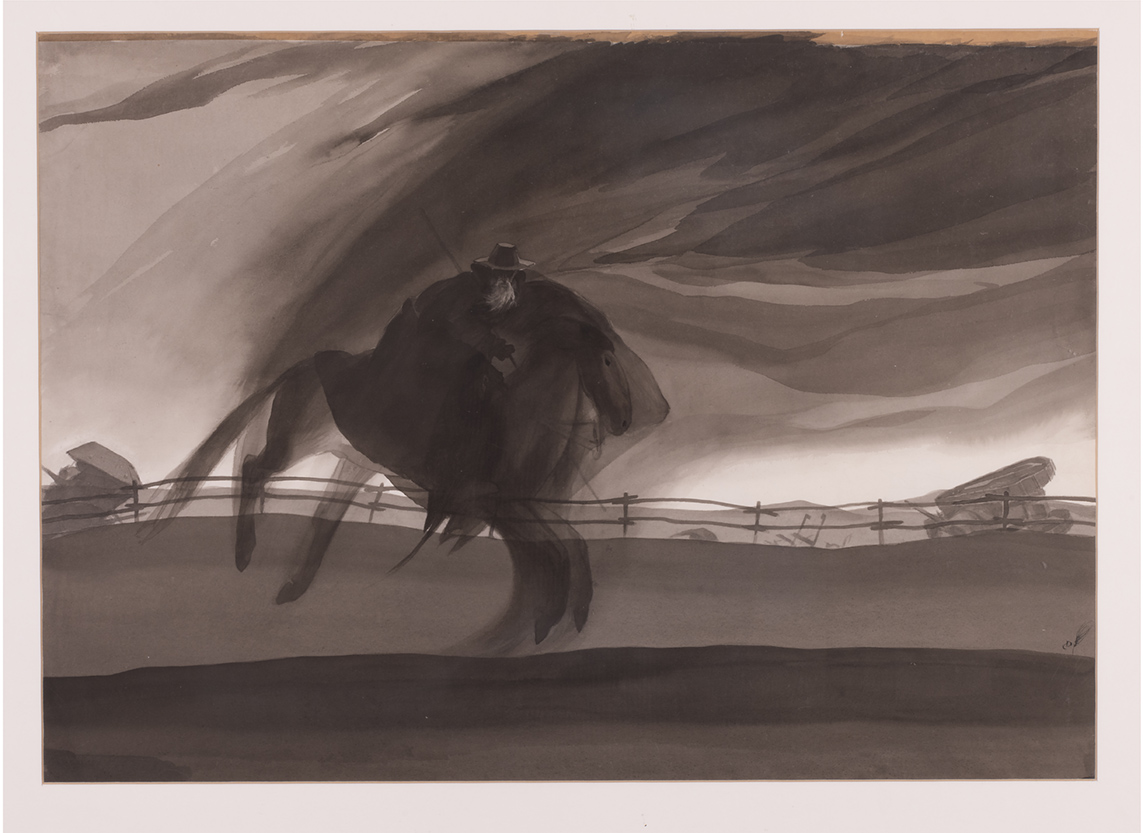
Duilio Cambellotti Ritorno del Buttero

Negli anni successivi della Bonifica integrale la produzione artistica di Cambellotti si estese a considerare il tema del lavoro e della "conquista della terra".
A Latina, nel museo civico a lui dedicato, si trovano numerose opere di questo periodo e più in generale a tematica rurale.
A Cagli, sul Colle di Sant'Anastasio, nel 1932 fu inaugurata la "Scuola Monumento Angelo Celli", progettata dall'ingegnere romano Mario Egidi De Angelis, con rilievi bronzei e lapidei del Cambellotti. La scuola campestre era dedicata al medico igienista e deputato Angelo Celli, nativo di Cagli, per celebrare la sua battaglia condotta contro l'analfabetismo delle masse rurali.
Cambellotti curò l'illustrazione dei sillabari e dei manuali delle Scuole dell'Agro Romano. In seguito si dedicò all'illustrazione della Divina Commedia, de I fioretti di san Francesco e di molte riviste: La lettura (rivista mensile del Corriere della Sera), Rapiditas (legata al mondo delle corse automobilistiche), La Casa (dedicata all'estetica, al decoro e al governo dell'abitazione), Fantasio, Italia ride, L'Avanti della Domenica. Collaborò anche all'innovativa rivista L'Eroica, diretta da Cozzani alla Spezia.
Nel 1933 decorò il nuovo Palazzo del Governo di Ragusa con soggetti ispirati alla rivoluzione fascista, dipinti a tempera.

### Architetto
Come architetto si dedicò al progetto della casa delle famiglie contadine, restaurò e realizzò alcune ville come il villino dell'avvocato Franklin De Grossi "villa Carolina" (parte del quale venne colpito da una bomba durante la guerra) nella località 'villini' a Marino: Cambellotti lo progettò (1915) in funzione della bella vista sul lago Albano, dandogli una forma ad L e creando portici, balconi e terrazze e una splendida veranda; le uniche decorazioni sono dei piatti in ceramica incastonati e alcuni fregi in maiolica, di cui si conservano i bozzetti, della torretta.
A queste molteplici attività Cambellotti associò anche quella di pittore e lavorò ad affresco con l'intento di trasferire sull'architettura le immagini del paesaggio circostante (villino Vitale 1901-1902; scuola a Colle di Fuori).
Si dedicò anche alla realizzazione di vetrate artistiche: sue sono alcune delle più belle vetrate (ad esempio “Civette” e “Rondini”) della Casina delle Civette di Villa Torlonia a Roma, eseguì i bozzetti per molte vetrate come quelle della Cappella della Flagellazione a Gerusalemme e collaborò anche all'organizzazione in qualità sia di progettista che di decoratore della prima mostra delle vetrate artistiche italiane (1912).

## Archivio
L'Archivio di Duilio Cambellotti è articolato in diversi nuclei documentari.
Un primo nucleo conservato presso la Wolfsoniana - Fondazione regionale per la cultura e lo spettacolo, è costituito da documentazione prodotta in un arco cronologico compreso tra il 1931 ed il 1934 è stata acquistata da Mitchell Wolfson nel 1990 a Roma dai figli dell'artista, Lucio e Adriano. L'archivio è da considerarsi parziale; infatti conserva una piccola parte della documentazione professionale di Cambellotti. Si tratta di schizzi, bozzetti, studi e progetti, disegni esecutivi, a matita, carbone, acquerello, inchiostro, tempere e porporina su carta, carta millimetrata, lucidi, eliografie, eseguiti da Duilio Cambellotti per gli arredi e le decorazioni degli interni del Palazzo dell'Acquedotto Pugliese di Bari (n. 284 unità) e del Palazzo della Prefettura di Ragusa (n. 38 unità). Il materiale documentario individuato si riferisce alla realizzazione degli arredi per gli uffici, come ad esempio scrivanie, lampade, poltrone, armadi, librerie, sedie, scrittoi, divani, stipi, panche, tavoli, lampadari, porte a vetri. Presenti, inoltre, studi e progetti di motivi decorativi per soffitti, pavimenti e pareti, nonché disegni per la realizzazione di camere da letto matrimoniali e per bambini. 
Mentre l'Archivio Fotografico di Cambellotti è stato acquisito nel 1993 dall'Istituto Centrale per la Grafica, in parte per acquisto, in parte per donazione.
Presso la Wolfsoniana - Fondazione regionale per la cultura e lo spettacolo di Genova, si trova un nucleo di 320 disegni (sec. XX secondo quarto)
Un ulteriore nucleo è conservato presso il MART Museo di Arte Moderna e Contemporanea di Trento e Rovereto - Archivio del '900 di Rovereto (bb. 24, secc. XIX- XX).